# Sciota barteli
Sciota barteli is een vlinder uit de familie snuitmotten (Pyralidae). De wetenschappelijke naam is voor het eerst geldig gepubliceerd in 1910 door Caradja.
De soort komt voor in Europa.